# Zakończyliśmy wojnę
Zakończyliśmy wojnę (tyt.oryg. Ne vinim nga lufta) – albański film fabularny z roku 1979 w reżyserii Spartaka Pecaniego.

## Opis fabuły
Akcja filmu rozgrywa się tuż po zakończeniu II wojny światowej. Na tych, którzy wzbogacili się w czasie wojny zostaje nałożony podatek wojenny. Jednocześnie dokonują się pierwsze akty wywłaszczenia. Abdyl, który jest utalentowanym księgowym, próbuje pomóc osobom wywłaszczonym starając się ocalić ich majątek. Ale ręka "ludowej sprawiedliwości" dosięga także Abdyla.
Film realizowano w Tiranie.

## Obsada
- Dhimitraq Pecani jako Arif
- Pandi Raidhi jako Dulia
- Muhamet Sheri jako Malo
- Vangjel Heba jako Andon
- Ilia Shyti jako Abdyl
- Tinka Kurti jako Arshia, żona Abdyla
- Vangjel Kosta jako lekarz
- Liza Vorfi jako Maria
- Mirush Kabashi jako malarz Stilian
- Sulejman Dibra jako partyzant
- Marika Kallamata jako Maxhide
- Ndrek Shkjezi jako Nikollaqi
- Enver Dauti jako Sali
- Spiro Urumi jako Maman
- Zija Grapshi jako Ali Qato
- Dhimitër Trajçe jako Muharrem Binoku
- Vasillaq Vangjeli jako Xhekadin